# Kemnath
Kemnath là một thị xã ở huyện Tirschenreuth, bang Bayern, Đức. Đô thị này tọa lạc near Fichtelgebirge, 24 km về phía đông nam của Bayreuth.